# Cape Westbrook
Cape Westbrook är en udde i Antarktis. Den ligger i Västantarktis. Chile och Storbritannien gör anspråk på området.